# Saison 2016-2017 du Stade gabésien
 (juillet 2025).
Motif : Absence de source secondaire centrée
- Archive Wikiwix
- Bing
- Cairn
- DuckDuckGo
- E. Universalis
- Gallica
- Google
- G. Books
- G. News
- G. Scholar
- Persée
- Qwant
- (zh) Baidu
- (ru) Yandex
- (wd) trouver des œuvres sur Wikidata

| 1. | Préciser le motif de la pose du bandeau. | Précisez le motif de la pose du bandeau en utilisant la syntaxe suivante : {{admissibilité à vérifier\|date=juillet 2025\|motif=remplacez ce texte par le motif}}                                       |
| 2. | Informer les utilisateurs concernés.     | Pensez à avertir le créateur de l'article, par exemple, en insérant le code ci-dessous sur sa page de discussion : {{subst:avertissement admissibilité à vérifier\|Saison 2016-2017 du Stade gabésien}} |

Maillots
Chronologie
Saison précédente Saison suivante
La saison 2016-2017 du Stade gabésien est la 15e saison du club dans l'élite et la 5e consécutive. Le club participe également pour la 60e fois à la coupe de Tunisie.

## Transferts
| Arrivées             |              |           |                               |       |                    |    |
| Wassim Naouara       | Tunisie      | Gardien   | Transfert                     | 2 ans | EGS Gafsa          | L1 |
| Houssem Haj Mabrouk  | Tunisie      | Défenseur | 2 ans                         | 2 ans | CA Bizerte         | L1 |
| Zakaria Hmidi        | Tunisie      | Défenseur | Premier contrat professionnel | -     | Formé au club      | L1 |
| Hachem Abbès         | Tunisie      | Défenseur | Transfert                     | 2 ans | Stade tunisien     | L1 |
| Hamza Hadda          | Tunisie      | Milieu    | Transfert                     | 1 ans | CS Sfax            | L1 |
| Aymen Trabelsi       | Tunisie      | Milieu    | Prêt                          | 1 ans | ES Sahel           | L1 |
| Ali Msakni           | Tunisie      | Milieu    | Transfert                     | 3 ans | Sfax railway sport | L1 |
| Malek Karda          | Tunisie      | Milieu    | Transfert                     | 3 ans | FC Hammamet        | L2 |
| Nidhal Delhoumi      | Tunisie      | Milieu    | Transfert                     | 3 ans | AS Kasserine       | L1 |
| Abdoul Razak Ouatara | -            | Milieu    | Transfert                     | 3 ans | -                  | -  |
| Alaeddine Gmach      | Tunisie      | Attaquant | Transfert                     | 5 ans | ES Hammam Sousse   | L2 |
| Rami Dergaa          | Tunisie      | Attaquant | Transfert                     | -     | AS Djerba          | L1 |
| Slim Mezelini        | Tunisie      | Attaquant | Transfert                     | 1 an  | ES Métlaoui        | L1 |
| Mohamed Ali Berrouba | Tunisie      | Attaquant | Transfert                     | 5 ans | Kalâa Sport        | L3 |
| Khaldoun Mansour     | Tunisie      | Attaquant | Prêt et transfert             | 3 ans | EO Sidi Bouzid     | L1 |
| Michailou Dramé      | Burkina Faso | Attaquant | Prêt                          | 1 an  | ES Sahel           | L1 |
| Ibrahima Camara      | -            | Attaquant | Premier contrat professionnel | 3 ans | -                  | -  |
| Chedli Ghrab         | Tunisie      | Attaquant | Prêt                          | 1 an  | CA Bizerte         | L1 |
| Départs              |              |           |                               |       |                    |    |
| Mohamed Ben Tarcha   | Tunisie      | Défenseur | Transfert définitif           | -     | ES Zarzis          | L1 |
| Lassaad Chaabani     | Tunisie      | Défenseur | Transfert définitif           | -     | US Tataouine       | L1 |
| Hamza Jlassi         | Tunisie      | Milieu    | Transfert définitif           | 2 ans | CA Bizerte         | L1 |
| Mohamed Ben Aziza    | Tunisie      | Milieu    | Prêt                          | 1 an  | US Tataouine       | L1 |
| Malek Karda          | Tunisie      | Milieu    | Prêt                          | 1 an  | US Siliana         | L1 |
| Yassine Cherni       | Tunisie      | Attaquant | Transfert définitif           | -     | O Béja             | L1 |
| Hamdi Quiblawi       | Tunisie      | Attaquant | Transfert définitif           | -     | EO Sidi Bouzid     | L1 |

| Nom                     | Nationalité | Poste     | Transfert                     | Durée du contrat | Provenance/Destination    | Division |
| ----------------------- | ----------- | --------- | ----------------------------- | ---------------- | ------------------------- | -------- |
| Arrivées                |             |           |                               |                  |                           |          |
| Bassem Rehouma          | Tunisie     | Défenseur | Premier contrat professionnel | -                | Formé au club             | L1       |
| Mohamed Amine Nefzi     | Tunisie     | Défenseur | Prêt                          | 6 mois           | ES Tunis                  | L1       |
| Karim Ben Amor          | Tunisie     | Défenseur | Prêt                          | 1 an et 6 mois   | CS Sfax                   | L1       |
| Mohamed Ali Ragoubi     | Tunisie     | Milieu    | Prêt                          | 6 mois           | JS Kairouan               | L1       |
| Hamdi Chatti            | Tunisie     | Milieu    | Prêt                          | 6 mois           | CS Sfax                   | L1       |
| Hatem Lassoued          | Tunisie     | Milieu    | Prêt                          | 6 mois           | CS Sfax                   | L1       |
| Lamine Traoré           | Mali        | Milieu    | Prêt                          | 2 ans et demi    | AS Onze Créateurs         | D1       |
| Tisdell Leonard         | Liberia     | Milieu    | Prêt                          | 2 ans et demi    | -                         | L1       |
| Départs                 |             |           |                               |                  |                           |          |
| Hamza Baccouche         | Tunisie     | Défenseur | Transfert définitif           | -                | Oasis sportive de Chenini | L4       |
| Ali Hammami             | Tunisie     | Défenseur | Transfert définitif           | 6 mois           | O Béja                    | L1       |
| Mohamed Ali Ben Mansour | Tunisie     | Défenseur | Transfert définitif           | 6 mois           | US Monastir               | L2       |
| Iheb Ben Mansour        | Tunisie     | Défenseur | Transfert définitif           | 6 mois           | CS M'saken                | L2       |
| Fabrice Onana           | Cameroun    | Milieu    | Transfert définitif           | 1 an et demi     | CS Hammam Lif             | L1       |
| Slim Mezelini           | Tunisie     | Attaquant | Transfert définitif           | 1 an et demi     | AS Gabès                  | L1       |
| Mohamed Ali Berrouba    | Tunisie     | Attaquant | Prêt                          | 6 mois           | CS M'saken                | L2       |

## Championnat de Tunisie

### Classement
Le barème de points servant à établir le classement se décompose ainsi :
- Victoire : 3 points
- Match nul : 1 point
- Défaite : 0 point

| Rang | Équipe                      | Pts | J  | G | N | P | Bp | Bc | Diff |
| ---- | --------------------------- | --- | -- | - | - | - | -- | -- | ---- |
| 1    | Club africain               | 27  | 13 | 8 | 3 | 2 | 21 | 9  | +12  |
| 2    | Espérance sportive de Tunis | 26  | 13 | 7 | 5 | 1 | 16 | 6  | +10  |
| 3    | Étoile sportive de Métlaoui | 22  | 13 | 6 | 4 | 3 | 15 | 13 | +2   |
| 4    | Stade gabésien              | 15  | 13 | 3 | 6 | 4 | 13 | 14 | -1   |
| 5    | Avenir sportif de Gabès     | 14  | 13 | 2 | 8 | 3 | 18 | 18 | 0    |
| 6    | Club sportif de Hammam Lif  | 12  | 13 | 2 | 6 | 5 | 13 | 22 | -9   |
| 7    | Avenir sportif de La Marsa  | 11  | 13 | 2 | 5 | 6 | 10 | 15 | -5   |
| 8    | Olympique de Béja           | 8   | 13 | 1 | 5 | 7 | 15 | 24 | -9   |

|  | Qualification pour la poule pour le titre     |
|  | Relégation directe en Ligue Professionnelle 2 |

### Calendrier et résultats
| Date       | Journée     | Adversaire           | Lieu | Score | But(s) marqué(s)             | But(s) encaissé(s)                    | Points    | Class | Arbitrage         |
| ---------- | ----------- | -------------------- | ---- | ----- | ---------------------------- | ------------------------------------- | --------- | ----- | ----------------- |
| 10/09/2016 | J01         | ES Tunis             | Ext. | 2-1   | Hosni 63e                    | Khenissi 56e, Sassi 78e               | 0         | 5e    | Wassim Ben Salah  |
| 18/09/2016 | J02         | AS Marsa             | Dom. | 2-0   | Essifi 13e, Dramé 35e        | -                                     | 3         | 4e    | Sadok Selmi       |
| 24/09/2016 | J03         | CS Hammam Lif        | Ext. | 0-0   | -                            | -                                     | 4         | 4e    | Mourad Ben Hamza  |
| 15/10/2016 | J04 (derby) | AS Gabès             | Dom. | 1-1   | Fouzai 78e (pen.)            | Ameur 90+3e                           | 5         | 4e    | Slim Belkhouass   |
| 23/10/2016 | J05         | Club africain        | Ext. | 0-1   | Fouzai 53e                   | -                                     | 8         | 4e    | Yousri Bouali     |
| 30/10/2016 | J06         | ES Métlaoui          | Dom. | 1-0   | Dramé 44e                    | -                                     | 11        | 3e    | Nasrallah Jaouadi |
| 20/11/2016 | J07         | O Béja               | Ext. | 3-3   | Dramé 55e, Essifi 61e 81e    | Bejaoui 14e, Haddad 17e 24e           | 12        | 3e    | Naïm Hosni        |
| 27/11/2016 | J08         | ES Tunis             | Dom. | 0-2   | -                            | Khenissi 10e, Bguir 41e               | 12        | 4e    | Yousri Bou Ali    |
| 30/11/2016 | 1/16 Finale | En-Nadi Ahli Bouhjar | Ext. | 0-1   | Dramé 2e                     | -                                     | qualifiée | 1/8 F | Wasim Ben Salah   |
| 3/12/2016  | J09         | AS Marsa             | Ext. | 0-0   | -                            | -                                     | 13        | 4e    | Zied Krir         |
| 10/12/2016 | J10         | CS Hammam Lif        | Dom. | 2-3   | Ben Sassi 25e, Dramé 55e     | Isaka 25e, Bouslimi 79e · Issaoui 89e | 13        | 4e    | Sadok Selmi       |
| 14/12/2016 | 1/8 Finale  | ES Métlaoui          | Dom. | 2-1   | Hosni 37e · Abbès 96e (pen.) | Ben Hammouda 90e                      | qualifiée | 1/4F  | Wassim Ben Salah  |
| 18/12/2016 | J11 (derby) | AS Gabès             | Ext. | 2-2   | Hosni 28e · Essifi 32e       | Guechi 63e · Zakar 90+2e              | 14        | 4e    | Youssef Srairi    |
| 23/12/2016 | J12         | Club africain        | Dom. | 0-1   | -                            | Srarfi 39e                            | 14        | 4e    | Haythem Guirat    |
| 08/02/2017 | J13         | ES Métlaoui          | Ext. | 0-0   | -                            | -                                     | 15        | 4e    | Mahmoud Ksiaa     |
| 15/02/2017 | J14         | O Béja               | Dom. |       |                              |                                       |           |       |                   |
| 19/02/2017 | 1/4 Finale  | US Ben Guerdane      | Ext. |       |                              |                                       |           |       |                   |

## Tactique
| Joueur              | Num | Titulaire |
| Wassim Naouara      | 23  | 1         |
| Mohamed Amine Nefzi | 26  | 1         |
| Akrem Ben Sassi     | 15  | 15        |
| Hachem Abbès        | 30  | 10        |
| Houssem Haj Mabrouk | 13  | 15        |
| Hamza Hadda         | 8   | 12        |
| Aymen Kthiri        | 6   | 10        |
| Youssef Fouzai      | 10  | 13        |
| Mohamed Ali Ragoubi | -   | 1         |
| Alaa Eddine Gmach   | 17  | 1         |
| Khaldoune Mansour   | 11  | 4         |

| Joueur          | Total | Titulaire |
| Slim Rebaï      | 22    | 14        |
| Ali Msakni      | 2     | 3         |
| Alioune Cissé   | 26    | 11        |
| Ahmed Hosni     | 7     | 8         |
| Chedli Ghrab    | 11    | 4         |
| -               | -     | -         |
| Michailou Dramé | 24    | 11        |

## Statistiques

### Statistiques individuelles
Mis à jour le 23 décembre 2016
| Pos. | Nat. | Nom                   | Championnat | Championnat | Championnat | Championnat  | Coupe de Tunisie | Coupe de Tunisie | Coupe de Tunisie | Coupe de Tunisie | Total | Total       | Total  | Total        |
| Pos. | Nat. | Nom                   | M.j.        | But inscrit | Averti      | Carton rouge | M.j.             | But inscrit      | Averti           | Carton rouge     | M.j.  | But inscrit | Averti | Carton rouge |
| ---- | ---- | --------------------- | ----------- | ----------- | ----------- | ------------ | ---------------- | ---------------- | ---------------- | ---------------- | ----- | ----------- | ------ | ------------ |
| G    |      | Slim Rebaï            | 12          | -           | 1           | -            | 2                | -                | -                | -                | 14    | -           | 1      | -            |
| G    |      | Wassim Naouara        | -           | -           | -           | -            | -                | -                | -                | -                | -     | -           | -      | -            |
| G    |      | Salah Othmani         | -           | -           | -           | -            | -                | -                | -                | -                | -     | -           | -      | -            |
| D    |      | Alioune Cissé         | 11          | -           | -           | -            | 1                | -                | -                | -                | 12    | -           | -      | -            |
| D    |      | Ali Hammami           | 4           | -           | 2           | -            | -                | -                | -                | -                | 4     | -           | 2      | -            |
| D    |      | Hamza Baccouche       | -           | -           | -           | -            | -                | -                | -                | -                | -     | -           | -      | -            |
| D    |      | Akrem Ben Sassi       | 12          | 1           | 1           | -            | 2                | -                | -                | -                | 14    | 1           | 1      | -            |
| D    |      | Mohamed Ben Mansour   | 4           | -           | -           | -            | -                | -                | -                | -                | 5     | -           | -      | -            |
| D    |      | Houssem Haj Mabrouk   | 12          | -           | -           | -            | 2                | -                | -                | -                | 13    | -           | -      | -            |
| D    |      | Zakaria Hmidi         | -           | -           | -           | -            | -                | -                | -                | -                | -     | -           | -      | -            |
| D    |      | Hachem Abbès          | 7           | -           | 4           | -            | 2                | 1                | 1                | -                | 9     | 1           | 4      | -            |
| D    |      | Ali Msakni            | 2           | -           | -           | -            | 1                | -                | -                | -                | 3     | -           | -      | -            |
| M    |      | Aymen Kthiri          | 9           | -           | 4           | -            | 1                | -                | -                | -                | 10    | -           | 4      | -            |
| M    |      | Youssef Fouzai        | 12          | 2           | 4           | -            | 1                | -                | -                | -                | 13    | 2           | 4      | -            |
| M    |      | Nidhal Dalhoumi       | -           | -           | -           | -            | -                | -                | -                | -                | -     | -           | -      | -            |
| M    |      | Fabrice Onana         | 5           | -           | 1           | -            | 1                | -                | -                | -                | 6     | -           | 1      | -            |
| M    | -    | Abdoul Razak Ouattara | -           | -           | -           | -            | -                | -                | -                | -                | -     | -           | -      | -            |
| M    |      | Aymen Trabelsi        | 10          | -           | 1           | -            | 2                | -                | -                | -                | 12    | -           | 1      | -            |
| M    |      | Rami Dergaa           | -           | -           | -           | -            | -                | -                | -                | -                | -     | -           | -      | -            |
| M    |      | Hamza Hadda           | 10          | -           | 1           | -            | 2                | -                | 1                | -                | 12    | -           | 2      | -            |
| A    |      | Ahmed Hosni           | 7           | 2           | 3           | -            | 2                | 1                | 1                | -                | 9     | 3           | 4      | -            |
| A    |      | Hichem Essifi         | 11          | 3           | 3           | -            | 2                | 1                | -                | -                | 13    | 4           | 3      | -            |
| A    |      | Mohamed Ali Berrouba  | -           | -           | -           | -            | -                | -                | -                | -                | -     | -           | -      | -            |
| A    |      | Alaeddine Gmach       | 3           | -           | -           | -            | 2                | -                | -                | -                | 5     | -           | -      | -            |
| A    |      | Slim Mezelini         | 8           | -           | -           | -            | 1                | -                | -                | -                | 9     | -           | -      | -            |
| A    |      | Khaldoun Mansour      | 4           | -           | -           | -            | 1                | -                | -                | -                | 5     | -           | -      | -            |
| A    |      | Michailou Dramé       | 11          | 4           | 3           | -            | 1                | -                | -                | -                | 12    | 4           | 3      | -            |
| A    | -    | Ibrahima Camara       | -           | -           | -           | -            | -                | -                | -                | -                | -     | -           | -      | -            |
| A    |      | Chedli Ghrab          | 11          | -           | 1           | -            | 2                | -                | -                | -                | 13    | -           | 1      | -            |

### Statistiques collectives
| Compétition      | Matches joués | Gagnés | Nuls | Perdus | Buts pour | Buts contre | Différence |
| ---------------- | ------------- | ------ | ---- | ------ | --------- | ----------- | ---------- |
| L1               | 12            | 3      | 5    | 4      | 13        | 14          | -1         |
| Coupe de Tunisie | 2             | 2      | -    | -      | 3         | 2           | +1         |

### Meilleurs buteurs
| Rang | Nom             | Ligue 1 | Coupe de Tunisie | Total des buts |
| 1    | Hichem Essifi   | 4       | 1                | 5              |
| 2    | Michailou Dramé | 4       | -                | 4              |
| 4    | Ahmed Hosni     | 2       | 1                | 3              |
| 3    | Youssef Fouzai  | 2       | -                | 2              |
| 5    | Akrem Ben Sassi | 1       | -                | 1              |
| 6    | Hachem Abbès    | -       | 1                | 1              |

Mis à jour le 23 décembre 2016